# Nordisk Institut
På Institut for Nordisk Sprog og Litteratur ved Aarhus Universitet findes studieretningerne Dansk og Semiotik. Her foregår undervisning og forskning, hvor der arbejdes med emner inden for sprog og litteraturen i Danmark og Skandinavien. Både i det sproganalystiske og litteraturanalytiske arbejde på instituttet inddrages også påvirkninger fra andre kulturer, medier og sprog.

## Fysiske rammer og historie
Nordisk Institut er en del af Det Humanistiske Fakultet ved Aarhus Universitet og er henlagt til Nobelparken i den nordlige del af Århus.

## Afdelinger
Til Nordisk Institut er der tilknyttet tre centre
- Center for Jysk
- Center for Semiotik
- Johannes V. Jensen-centret Arkiveret 4. februar 2009 hos  Wayback Machine